# Liste der Biografien/Schwal
Liste der Biografien |
Portal Biografien |
Personensuche
# |
A |
B |
C |
D |
E |
F |
G |
H |
I |
J |
K |
L |
M |
N |
O |
P |
Q |
R |
S |
T |
U |
V |
W |
X |
Y |
Z |
?
 
Sa |
Sb |
Sc |
Sd |
Se |
Sf |
Sg |
Sh |
Si |
Sj |
Sk |
Sl |
Sm |
Sn |
So |
Sp |
Sq |
Sr |
Ss |
St |
Su |
Sv |
Sw |
Sy |
Sz
 
Sca–Sce |
Sch |
Sci–Scz
 
Scha |
Schc |
Schd |
Sche |
Schg |
Schi |
Schj |
Schk |
Schl |
Schm |
Schn |
Scho |
Schp |
Schr |
Schs |
Scht |
Schu |
Schv |
Schw |
Schy
 
Schwa |
Schwe |
Schwi |
Schwo |
Schwu |
Schwy
 
Schwaa |
Schwab |
Schwac |
Schwad |
Schwae |
Schwag |
Schwah |
Schwai |
Schwak |
Schwal |
Schwam |
Schwan |
Schwap |
Schwar |
Schwas |
Schwat |
Schwau |
Schwaz
Die Liste der Biografien führt alle Personen auf, die in der deutschsprachigen Wikipedia einen Artikel haben. Dieses ist eine Teilliste mit 82 Einträgen von Personen, deren Namen mit den Buchstaben „Schwal“ beginnt.

## Schwal

### Schwalb
- Schwalb López Aldana, Fernando (1916–2002), peruanischer Rechtsanwalt, Diplomat und Politiker, Premierminister und Erster Vizepräsident
- Schwalb, Carl (1842–1917), deutschböhmischer Lehrer und Autor
- Schwalb, Jakob (1872–1934), deutscher Priester, Geistlicher Rat, NS-Opfer
- Schwalb, Martin (* 1963), deutscher Handballfunktionär, -trainer und -spieler
- Schwalb, Maximilian (1864–1943), deutscher Reichsgerichtsrat und Ministerialbeamter
- Schwalb, Moritz (1833–1916), liberalprotestantischer Pastor
- Schwalb, Nathan (1908–2004), jüdischer Gewerkschafter, Widerstandskämpfer gegen den Nationalsozialismus und Judenretter
- Schwalb, Reiner (* 1954), deutscher Brigadegeneral der Bundeswehr
- Schwalba, Martin (1935–2012), deutscher Politiker (FDP), MdL
- Schwalba-Hoth, Frank (* 1952), deutscher Politiker (Bündnis 90/Die Grünen), MdL, MdEP
- Schwalbach Smith, Jennifer (* 1971), US-amerikanische Schauspielerin, Regisseurin und ehemalige JournalistinJennifer Schwalbach Smith (* 1971)

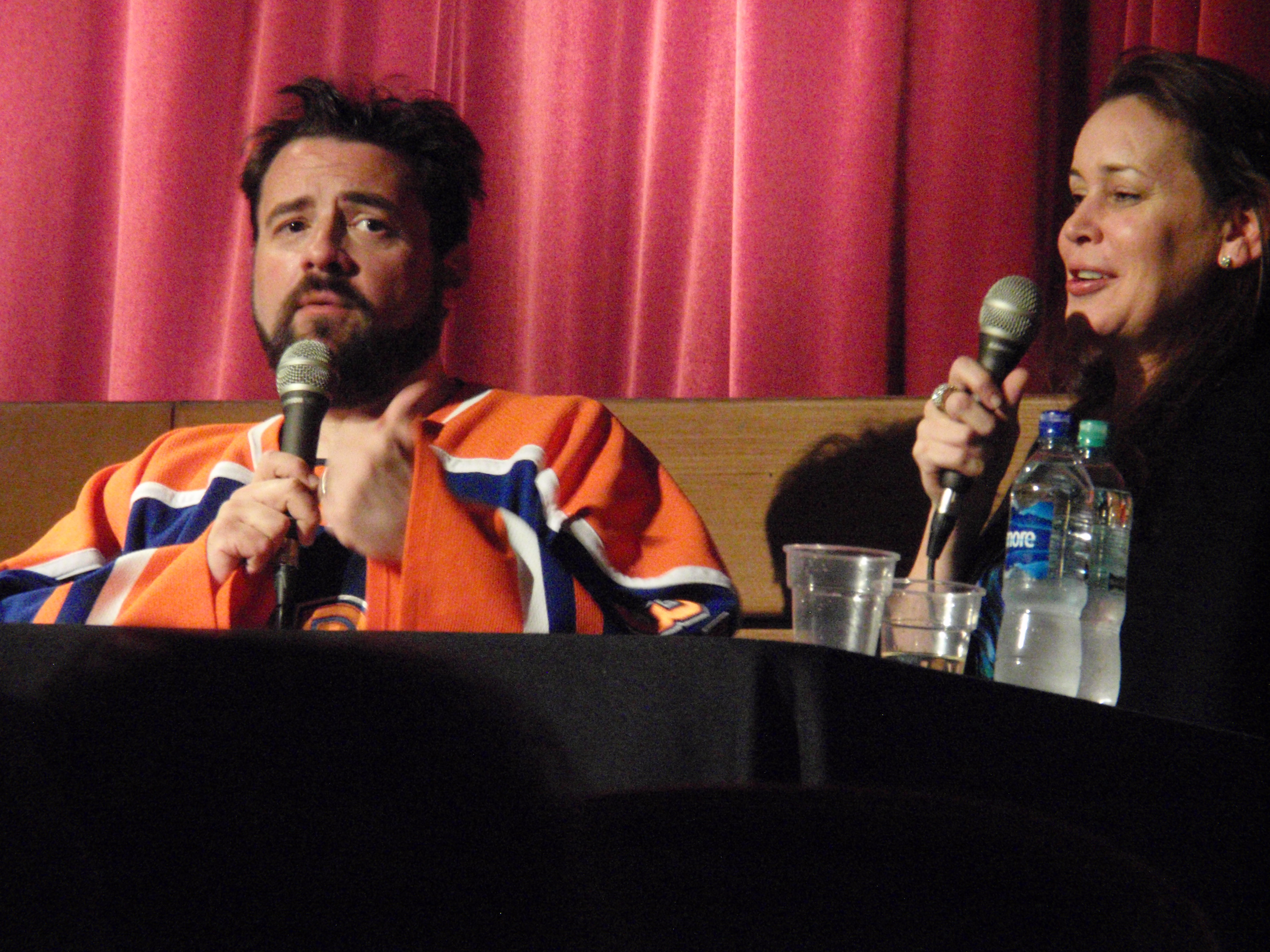
Jennifer Schwalbach Smith (* 1971)

- Schwalbach, Adam von (1519–1573), Großprior des deutschen Johanniterordens
- Schwalbach, Andrea (* 1963), deutsche Musiktheaterregisseurin
- Schwalbach, Georg von († 1529), Generalvikar und Dompropst in Speyer
- Schwalbach, Gernand Philipp von (1579–1647), kurmainzischer, fürstäbtlich fuldischer, fürstbischöflich würzburgischer und kaiserlicher Rat
- Schwalbach, Gernand von (1545–1601), Oberamtmann in Königstein
- Schwalbach, Hans (1919–2012), deutscher Gewerkschafter und Politiker (SPD)
- Schwalbach, Joachim (* 1948), deutscher Betriebswirt
- Schwalbach, Karl Jakob (1937–2023), deutscher Bildhauer
- Schwalbach, Lutz (* 1966), deutscher Buchautor und Dozent
- Schwalbe, Carl Gustav (1871–1938), Chemiker
- Schwalbe, Clemens (* 1947), deutscher Politiker (CDU), MdV, MdB
- Schwalbe, Ernst (1871–1920), deutscher Pathologe
- Schwalbe, Eugen Felix (1892–1974), deutscher Offizier, zuletzt General der Infanterie
- Schwalbe, Gottlieb (1830–1907), deutscher Pfarrer und Politiker
- Schwalbe, Gustav (1844–1916), deutscher Anatom und Anthropologe
- Schwalbe, Harald (* 1966), deutscher Chemiker
- Schwalbe, Ingeborg (* 1935), deutsche Leichtathletin
- Schwalbe, Julius (1863–1930), deutscher Arzt
- Schwalbe, Jürgen (* 1942), deutscher Schauspieler, Regisseur und Autor
- Schwalbe, Karl Gustav Friedrich (* 1770), deutscher Lehrer, Dolmetscher und Schriftsteller
- Schwalbe, Kirsten (* 1914), dänische Supercentenarian
- Schwalbe, Konrad (1927–2004), deutscher Dramaturg, Filmwissenschaftler und Rektor
- Schwalbe, Marko (* 1973), deutscher Ruderer
- Schwalbé, Michel (1919–2012), polnischer Geiger und Violinpädagoge
- Schwalbe, Rudolf (* 1905), deutscher Jurist und Kommunalpolitiker
- Schwalbe, Ulrike (* 1978), deutsche Triathletin
- Schwalber, Angelika (* 1974), deutsche Konditormeisterin
- Schwalber, Josef (1902–1969), deutscher Rechtsanwalt und Politiker (CSU), MdL

### Schwalc
- Schwalch, Christoph von (1649–1720), schwedischer Jurist und Kanzler von Schwedisch-Pommern

### Schwald
- Schwald, Alexandra (* 1976), deutsche Fußballtorhüterin
- Schwald, Michael (* 1967), deutscher Polizist
- Schwald, Michael (* 1992), deutscher Sportschütze

### Schwalg
- Schwalge, Otto (1921–2012), deutscher Grafiker
- Schwalger, John (* 1983), neuseeländischer Rugby-Union-Spieler
- Schwalger, Pasi (* 1982), samoanischer Fußballspieler

### Schwalk
- Schwalke, Dietmar (* 1958), deutscher Cellist und Mitglied der Berliner Philharmoniker
- Schwalke, Johannes (1923–2007), deutscher Apostolischer Protonotar und Apostolischer Visitator für Ermland

### Schwall
- Schwall, Jim (1942–2022), US-amerikanischer Gitarrist, Sänger und Songwriter
- Schwall, Max (1932–2025), deutscher Fußballspieler
- Schwall, René (* 1971), deutscher Regattasegler
- Schwall, Thomas (* 1983), US-amerikanischer Skispringer
- Schwall-Düren, Angelica (* 1948), deutsche Politikerin (SPD), MdB
- Schwallenberg, Amthor († 1623), deutscher Mediziner und Hofarzt
- Schwaller, Andreas (* 1970), Schweizer Curler
- Schwaller, Anita (* 1975), Schweizer Snowboarderin
- Schwaller, Christof (* 1966), Schweizer Curler
- Schwaller, Johann Georg Josef († 1738), Stadtarzt in Basel und Mitglied der Leopoldina
- Schwaller, Roman (* 1957), schweizerischer Tenorsaxophonist, Komponist, Bandleader und HochschullehrerRoman Schwaller (* 1957)

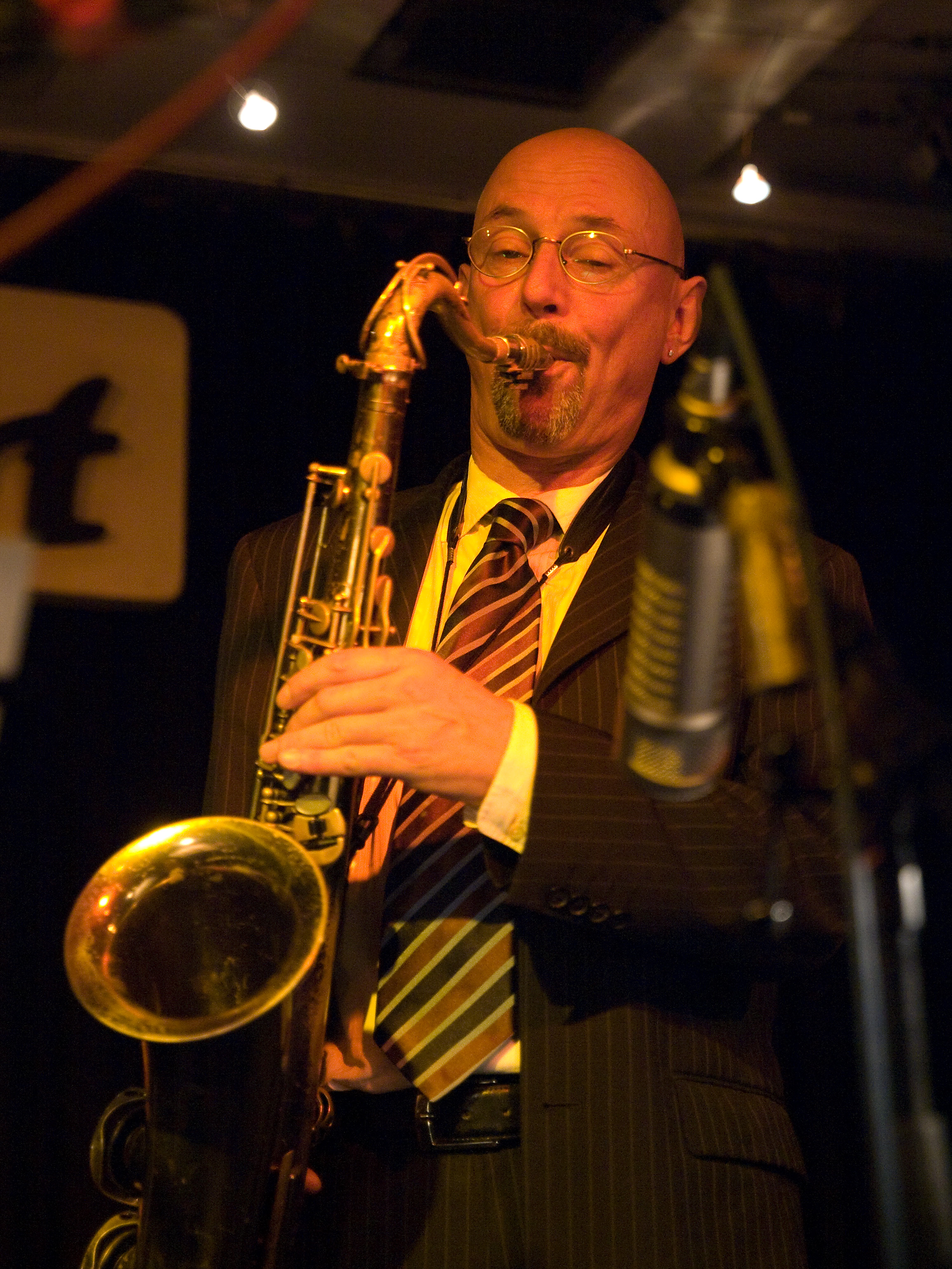
Roman Schwaller (* 1957)

- Schwaller, Stephan (1535–1595), Solothurner Schultheiss und Gesandter
- Schwaller, Urs (1510–1562), Solothurner Schultheiss und Söldner
- Schwaller, Urs (* 1952), Schweizer Politiker
- Schwaller, Ursula (* 1976), Schweizer Sportlerin und Architektin
- Schwaller, Xenia (* 2002), Schweizer Curlerin
- Schwally, Friedrich (1863–1919), deutscher Orientalist, Theologe und Islamforscher

### Schwalm
- Schwalm, Cornelius (* 1967), deutscher Schauspieler und Hörspielsprecher
- Schwalm, Dirk (1940–2016), deutscher Physiker und Hochschullehrer
- Schwalm, Fritz (1910–1985), deutscher SS-Führer
- Schwalm, Georg (1905–1979), deutscher Jurist und Hochschullehrer
- Schwalm, Hans (1900–1992), deutscher Geograph und SS-Ahnenerbe-Forscher
- Schwalm, J. D. (* 1981), amerikanischer Visual Effects Supervisor
- Schwalm, J. Peter (* 1970), deutscher Komponist
- Schwalm, Jakob (1865–1931), deutscher Mittelalterhistoriker und Bibliothekar
- Schwalm, Johann Heinrich (1864–1946), deutscher Lehrer und Dichter
- Schwalm, Jörg (* 1942), deutscher Jurist, sächsischer Generalstaatsanwalt
- Schwalm, Jürgen (* 1932), deutscher Dichterarzt
- Schwalm, Manfred (1939–2010), deutscher Fußballspieler
- Schwalm, Monika (1946–2008), deutsche Politikerin (CDU), MdL
- Schwalm, Oskar (1856–1936), deutscher Komponist und Musikverleger
- Schwalm, Viktoria (* 1997), deutsche FußballspielerinViktoria Schwalm (* 1997)

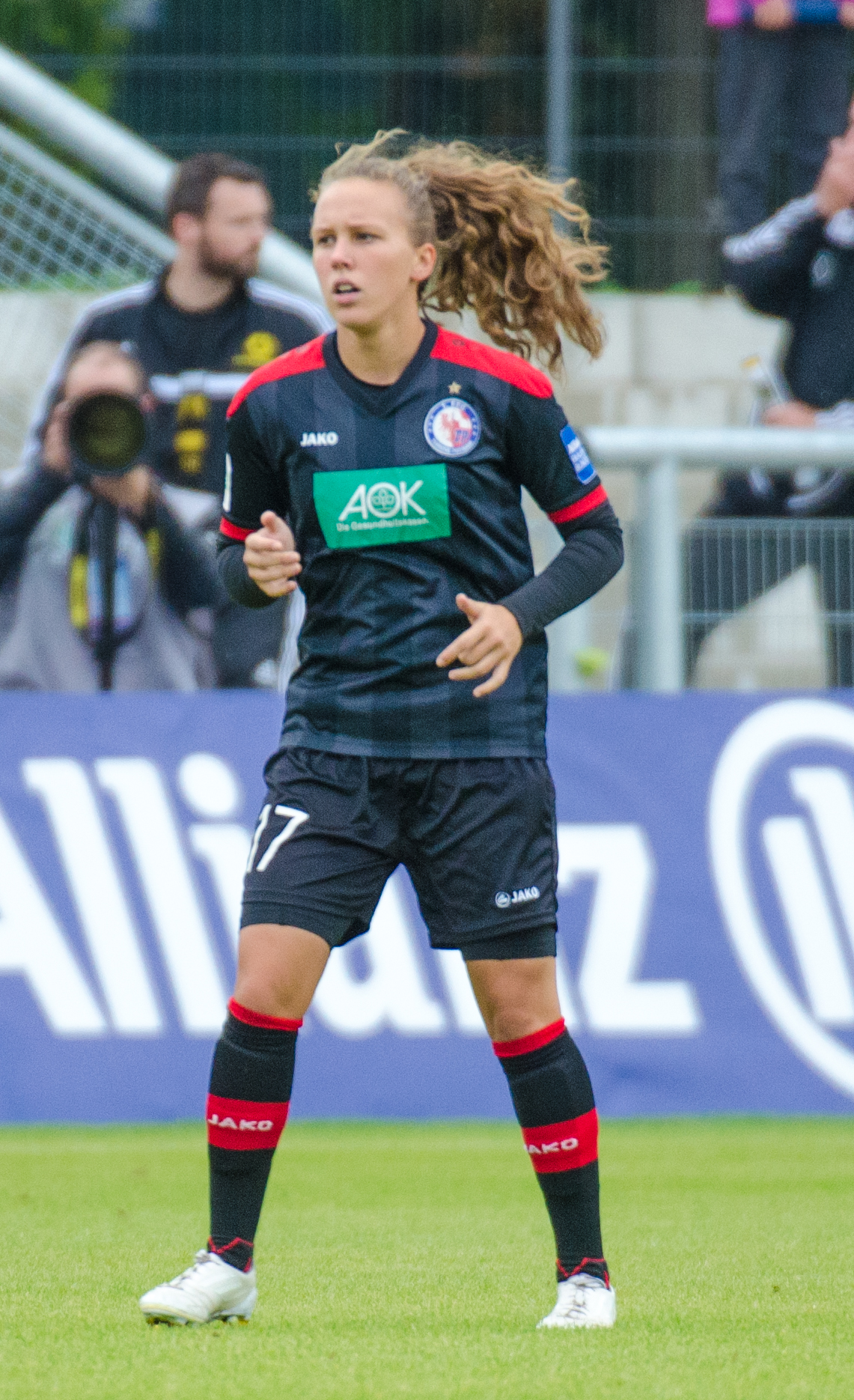
Viktoria Schwalm (* 1997)

- Schwalm, Wolfgang (* 1954), deutscher Volksmusikinterpret, Mitglied der Wildecker Herzbuben
- Schwalme, Reiner (* 1937), deutscher Karikaturist